# Internationale Cricket-Saison 2006/07
Die Internationale Cricket-Saison 2006/07 fand zwischen September 2006 und April 2007 statt. Als Wintersaison wurden vorwiegend Heimspiele der Mannschaften aus Südasien, der Karibik und Ozeanien ausgetragen. Die ausgetragenen Tests der internationalen Touren bildeten die Grundlage für die ICC Test Championship. Die ODIs bildeten den Grundstock für die ICC ODI Championship. Höhepunkt der Saison war der Cricket World Cup 2007.

## Überblick

### Internationale Touren
| Beginn             | Heimteam    | Auswärtsteam | Resultate | Resultate | Resultate | Artikel |
| Beginn             | Heimteam    | Auswärtsteam | Test      | ODI       | Twenty20  | Artikel |
| ------------------ | ----------- | ------------ | --------- | --------- | --------- | ------- |
| 15. September 2006 | Südafrika   | Simbabwe     |           | 3–0 [3]   |           | Artikel |
| 11. November 2006  | Pakistan    | West Indies  | 2–0 [2]   | 3–1 [5]   |           | Artikel |
| 11. November 2006  | Kenia       | Bermuda      |           | 3–0 [3]   |           | Artikel |
| 19. November 2006  | Südafrika   | Indien       | 2–1 [3]   | 4–0 [5]   | 0–1 [1]   | Artikel |
| 23. November 2006  | Australien  | England      | 5–0 [5]   |           | 1–0 [1]   | Artikel |
| 28. November 2006  | Bangladesch | Simbabwe     |           | 5–0 [5]   | 1–0 [1]   | Artikel |
| 7. Dezember 2006   | Neuseeland  | Sri Lanka    | 1–1 [2]   | 2–2 [5]   | 1–1 [2]   | Artikel |
| 15. Dezember 2006  | Bangladesch | Schottland   |           | 2–0 [5]   |           | Artikel |
| 11. Januar 2007    | Südafrika   | Pakistan     | 2–1 [3]   | 3–1 [5]   | 1–0 [1]   | Artikel |
| 21. Januar 2007    | Indien      | West Indies  |           | 3–1 [4]   |           | Artikel |
| 4. Februar 2007    | Simbabwe    | Bangladesch  |           | 1–3 [4]   |           | Artikel |
| 8. Februar 2007    | Indien      | Sri Lanka    |           | 2–1 [4]   |           | Artikel |
| 16. Februar 2007   | Neuseeland  | Australien   |           | 3–0 [3]   |           | Artikel |

### Internationale Turniere
| Beginn             | Turnier                                    | Land        |
| ------------------ | ------------------------------------------ | ----------- |
| 12. September 2006 | DLF Cup 2006                               | Malaysia    |
| 7. Oktober 2006    | ICC Champions Trophy 2006                  | Indien      |
| 26. November 2006  | Associates Triangular Series 2006          | Südafrika   |
| 12. Januar 2007    | Commonwealth Bank Series 2007              | Australien  |
| 29. Januar 2007    | Associates Triangular Series 2007          | Kenia       |
| 29. Januar 2007    | ICC World Cricket League Division One 2007 | Kenia       |
| 25. Februar 2007   | Associates Triangular Series 2007          | West Indies |
| 13. März 2007      | Cricket World Cup 2007                     | West Indies |

### Fortlaufende Turniere
| Dauer     | Turnier                       |
| --------- | ----------------------------- |
| 2006–2007 | ICC Intercontinental Cup 2006 |

### Internationale Touren (Frauen)
| Beginn           | Heimteam   | Auswärtsteam | Resultate | Resultate | Artikel |
| Beginn           | Heimteam   | Auswärtsteam | WODI      | WTwenty20 | Artikel |
| ---------------- | ---------- | ------------ | --------- | --------- | ------- |
| 18. Oktober 2006 | Australien | Neuseeland   | 5–0 [5]   | 0–0 [1]   | Artikel |
| 20. Januar 2007  | Südafrika  | Pakistan     | 4–0 [5]   |           | Artikel |

### Internationale Turniere (Frauen)
| Beginn            | Turnier                             | Land   |
| ----------------- | ----------------------------------- | ------ |
| 13. Dezember 2006 | Women’s Asia Cup 2006               | Indien |
| 21. Februar 2007  | Women’s Quadrangular Series 2006/07 | Indien |

## Nationale Meisterschaften
Aufgeführt sind die nationalen Meisterschaften der Full Member des ICC.
| Land                                       | First-Class                              | List A                                       | Twenty20                                |
| ------------------------------------------ | ---------------------------------------- | -------------------------------------------- | --------------------------------------- |
| Australien                                 | Sheffield Shield 2006/07                 | Ford Ranger Cup 2006/07                      | Twenty20 Big Bash 2006/07               |
| Bangladesch                                | National Cricket League 2006/07          | IMT National Cricket League One-Day 2006/07  |                                         |
| Indien                                     | Ranji Trophy 2006/07                     | Ranji Trophy One Day 2006/07                 | Inter State Twenty20 Tournament 2006/07 |
| Duleep Trophy 2006/07                      | Deodhar Trophy 2006/07                   |                                              |                                         |
| Irani Cup 2006/07                          | NKP Salve Challenger Trophy 2006/07      |                                              |                                         |
| Mohammad Nissar Trophy 2006/07             |                                          |                                              |                                         |
| Neuseeland                                 | State Championship 2006/07               | State Shield 2006/07                         | State Twenty20 2006/07                  |
| Pakistan                                   | Quaid-e-Azam Trophy 2006/07              | ABN-AMRO Cup 2006/07                         | ABN-AMRO Twenty20 Cup 2006/07           |
| ABN-AMRO Patron’s Trophy 2006/07           | ABN-AMRO Patron’s Cup 2006/07            |                                              |                                         |
| Pentangular Cup 2006/07                    |                                          |                                              |                                         |
| Simbabwe                                   | Logan Cup 2006/07                        | Inter-Provincial One-Day Competition 2006/07 |                                         |
| Sri Lanka                                  | Premier Championship 2006/07             | Premier Limited Overs Tournament 2006/07     | Twenty20 Cup (Sri Lanka) 2007/08        |
| Südafrika                                  | SuperSport Series 2006/07                | MTN Domestic Championship 2006/07            | Standard Bank Pro20 Series 2006/07      |
| SAA Provincial Three-Day Challenge 2006/07 | SAA Provincial One-Day Challenge 2006/07 |                                              |                                         |
| West Indies                                | Carib Beer Cup 2006/07                   | KFC Cup 2006/07                              |                                         |
| Carib Beer Challenge 2006/07               |                                          |                                              |                                         |